# Erik Cole
Erik Thomas Cole, född 6 november 1978 i Oswego, New York, är en amerikansk professionell ishockeyspelare som spelar för Detroit Red Wings i NHL. 
Erik Cole var en del av Carolina Hurricanes lag som vann Stanley Cup säsongen 2005–06. På grund av en nackskada spelade han endast de två sista matcherna i slutspelet, match 6 och 7 i finalserien mot Edmonton Oilers. Under sin första säsong i NHL, 2001–02, var Cole med och spelade Stanley Cup-final med Hurricanes mot Detroit Red Wings. En finalserie som Red Wings vann med 4-1 i matcher.
Cole har under sina år i NHL etablerat sig som en av ligans främsta defensiva forwards. Han är också den enda spelaren som blivit tilldelad två straffslag under en och samma match i NHL.
Under lockout-säsongen 2004–05 spelade han för Eisbären Berlin i tyska ligan DEL där han var med och blev tysk mästare.
I en match med Montreal Canadiens mot Ottawa Senators 23 mars 2012 gjorde Erik Cole ett hat-trick redan 5 minuter och 41 sekunder in i matchen vilket är klubbrekord för snabbaste hat-trick från matchstart.

## Statistik

### Klubbkarriär
| 1997–98    | Clarkson Golden Knights | ECAC Hockey | 34  | 11  | 20  | 31  | 55  | —  | — | — | —  | —  |
| 1998–99    | Clarkson Golden Knights | ECAC Hockey | 36  | 22  | 20  | 42  | 50  | —  | — | — | —  | —  |
| 1999–00    | Clarkson Golden Knights | ECAC Hockey | 33  | 19  | 11  | 30  | 46  | —  | — | — | —  | —  |
| 1999–00    | Cincinnati Cyclones     | IHL         | 9   | 4   | 3   | 7   | 2   | 7  | 1 | 1 | 2  | 2  |
| 2000–01    | Cincinnati Cyclones     | IHL         | 69  | 23  | 20  | 43  | 28  | 5  | 1 | 0 | 1  | 2  |
| 2001–02    | Carolina Hurricanes     | NHL         | 81  | 16  | 24  | 40  | 35  | 23 | 6 | 3 | 9  | 30 |
| 2002–03    | Carolina Hurricanes     | NHL         | 53  | 14  | 13  | 27  | 72  | —  | — | — | —  | —  |
| 2003–04    | Carolina Hurricanes     | NHL         | 80  | 18  | 24  | 42  | 93  | —  | — | — | —  | —  |
| 2004–05    | Eisbären Berlin         | DEL         | 39  | 6   | 21  | 27  | 76  | 8  | 5 | 1 | 5  | 37 |
| 2005–06    | Carolina Hurricanes     | NHL         | 60  | 30  | 29  | 59  | 54  | 2  | 0 | 0 | 0  | 0  |
| 2006–07    | Carolina Hurricanes     | NHL         | 71  | 29  | 32  | 61  | 76  | —  | — | — | —  | —  |
| 2007–08    | Carolina Hurricanes     | NHL         | 73  | 22  | 29  | 51  | 76  | —  | — | — | —  | —  |
| 2008–09    | Edmonton Oilers         | NHL         | 63  | 16  | 11  | 27  | 63  | —  | — | — | —  | —  |
| 2008–09    | Carolina Hurricanes     | NHL         | 17  | 2   | 13  | 15  | 10  | 18 | 0 | 5 | 5  | 22 |
| 2009–10    | Carolina Hurricanes     | NHL         | 40  | 11  | 5   | 16  | 29  | —  | — | — | —  | —  |
| 2010–11    | Carolina Hurricanes     | NHL         | 82  | 26  | 26  | 52  | 49  | —  | — | — | —  | —  |
| 2011–12    | Montreal Canadiens      | NHL         | 82  | 35  | 26  | 61  | 48  | —  | — | — | —  | —  |
| 2012–13    | Montreal Canadiens      | NHL         | 19  | 3   | 3   | 6   | 10  | —  | — | — | —  | —  |
| 2012–13    | Dallas Stars            | NHL         | 28  | 6   | 1   | 7   | 10  | —  | — | — | —  | —  |
| 2013–14    | Dallas Stars            | NHL         | 75  | 16  | 13  | 29  | 20  | 3  | 0 | 0 | 0  | 2  |
| 2014–15    | Dallas Stars            | NHL         | 57  | 18  | 15  | 33  | 14  | —  | — | — | —  | —  |
| 2014–15    | Detroit Red Wings       | NHL         | 11  | 3   | 3   | 6   | 0   | —  | — | — | —  | —  |
| NHL totalt | NHL totalt              | NHL totalt  | 892 | 265 | 267 | 532 | 659 | 46 | 6 | 8 | 14 | 54 |

### Internationellt
| År            | Lag           | Turnering     | Matcher | Mål | Assist | Poäng | Utv |
| ------------- | ------------- | ------------- | ------- | --- | ------ | ----- | --- |
| 2005          | USA           | VM            | 7       | 1   | 5      | 6     | 6   |
| 2006          | USA           | OS            | 6       | 1   | 2      | 3     | 0   |
| 2007          | USA           | VM            | 7       | 1   | 4      | 5     | 2   |
| Senior totalt | Senior totalt | Senior totalt | 20      | 3   | 11     | 14    | 8   |